# Роса Монтеро
Роса Монтеро Гайо (ісп. Rosa Montero Gayo, нар. 3 січня 1951, Мадрид, Іспанія) — іспанська журналістка та письменниця. Лауреат Premio Nacional de las Letras Españolas (2017).

## Біографія
Донька бандеріл'єро (учасник кориди, який прохромлює тіло бика маленькими списами) та домогосподарки, доньки власника таверни. Монтеро виявила свій письменницький талант у дуже ранньому віці. З п'яти і аж до дев'яти років не відвідувала школу через туберкульоз. Свій час вона проводила за читанням та написанням розповідей у жанрі детективу та вестерну, а це своє заняття називала «забавною грою».
Вивчала психологію в Мадридському університеті Комплутенсе та журналістику в Офіційній школі журналістики Мадриду. Під час навчання вона також співпрацювала з такими групами незалежного театру як «Canon» і «Tábano».
Роса публікувалася в різних медіавиданнях, зокрема: «Fotogramas», «Pueblo», «Posible», «Arriba», «Hermano Lobo», «Mundo Diario», «Contrastes», «Destinos», «Personas». З кінця 1976 року працювала виключно в газеті «Ель Паїс», а у 1980—1981 рр. була головним кореспондентом недільного додатку часопису.
Монтеро також написала сценарій для іспанської телевізійної програми «Медіа наранха» (пер. з ісп. «Друга половинка») яка виходила в ефір 1985 року.
1979 року світ побачила її перший художній роман — «Хроніка нелюбові». Протягом наступних років опублікувала ще цілу низку творів, зокрема й для дитячої аудиторії. За романом «Донька канібала» (1997) режисер Антоніо Серрано зняв однойменний фільм.
Лауреатка багатьох важливих національних та міжнародних премій (як письменницьких, так і журналістських). Її твори перекладені більш ніж двадцятьма мовами.
Була одружена з Пабло Ліскано, який помер від важкої хвороби 3 травня 2009 року. Дітей немає.

## Письменницька кар'єра

### Періодика
Роса видала 3 книги із інтерв'ю: «Іспанія для тебе назавжди» (1976), «П'ять років країни» (1986) та «Інтерв'ю» (1996). Особливий характер несуть колонки, що ввійшли до книги «Оголене життя: пристрасний погляд на життя», яка розглядає сексуальне насилля, расизм, жорстокість до тварин, знущання з дітей тощо.
«Розповіді про жінок» (1995) — книга, що містить біографії жінок, які зацікавили письменницю (Агата Крісті, Симона де Бовуар, Жорж Санд, Лаура Рідінг).
Серед інших журналістських творів: «Пристрасті» (1999), «Бостонські публікації та інші поїздки» (2002), «Любов мого життя» (2011).

## Твори

### Романи
- Crónica del desamor (1979) — «Хроніка нелюбові»;
- La función Delta (1981) — «Функція Дельта»;
- Te trataré como a una reina (1983) «Будеш у мене мов та королева»;
- Amado amo (1988) — «Любий господар»;
- Temblor (1990) — «Тремтіння»;
- Bella y oscura (1993) — «Краса і темрява»;
- La hija del caníbal (1997) — «Донька канібала»;
- El corazón del tártaro (2001) — «Серце Тартара»
- La loca de la casa (2003) — «Місцева божевільна»;
- Historia del Rey Transparente (2005) — «Історія прозорого короля»;
- Instrucciones para salvar el mundo (2008) — «Інструкції зі спасіння світу»;
- Lágrimas en la lluvia (2011) — «Сльози у дощі»;
- La ridícula idea de no volver a verte (2013) — «Безглузда думка про те, що більше тебе не побачу»;
- El peso del corazón (2015) — «Тягар серця»;
- La carne (2016) — «Плоть».

### Дитяча література
- El nido de los sueños (1991) — «Гніздо мрій»;
- Las barbaridades de Bárbara (1996) — «Звірства Барбари»;
- El viaje fantástico de Bárbara (1997) — «Фантастична подорож Барбари»;
- Bárbara contra el doctor Colmillos (1998) — «Барбара проти доктора Колмійоса».

### Оповідання
- Amantes y enemigos. Cuentos de parejas (1998) — «„Коханці та вороги“»

### Періодика
- España para ti para siempre (1976) — «Іспанія для тебе назавжди»;
- Cinco años de país (1982) — «П'ять років країни»;
- La vida desnuda (1994) — «Оголене життя»;
- Historias de mujeres (1995) — «Розповіді про жінок»;
- Entrevistas (1996) — «Інтерв'ю»;
- Pasiones (1999) — «Пристрасті» ;
- Estampas bostonianas y otros viajes (2002) — «Бостонські публікації та інші поїздки»;
- Lo mejor de Rosa Montero (2005) — «Найкраще Роси Монтеро»;
- El amor de mi vida (2011) — «Любов мого життя».